# Trögelsby

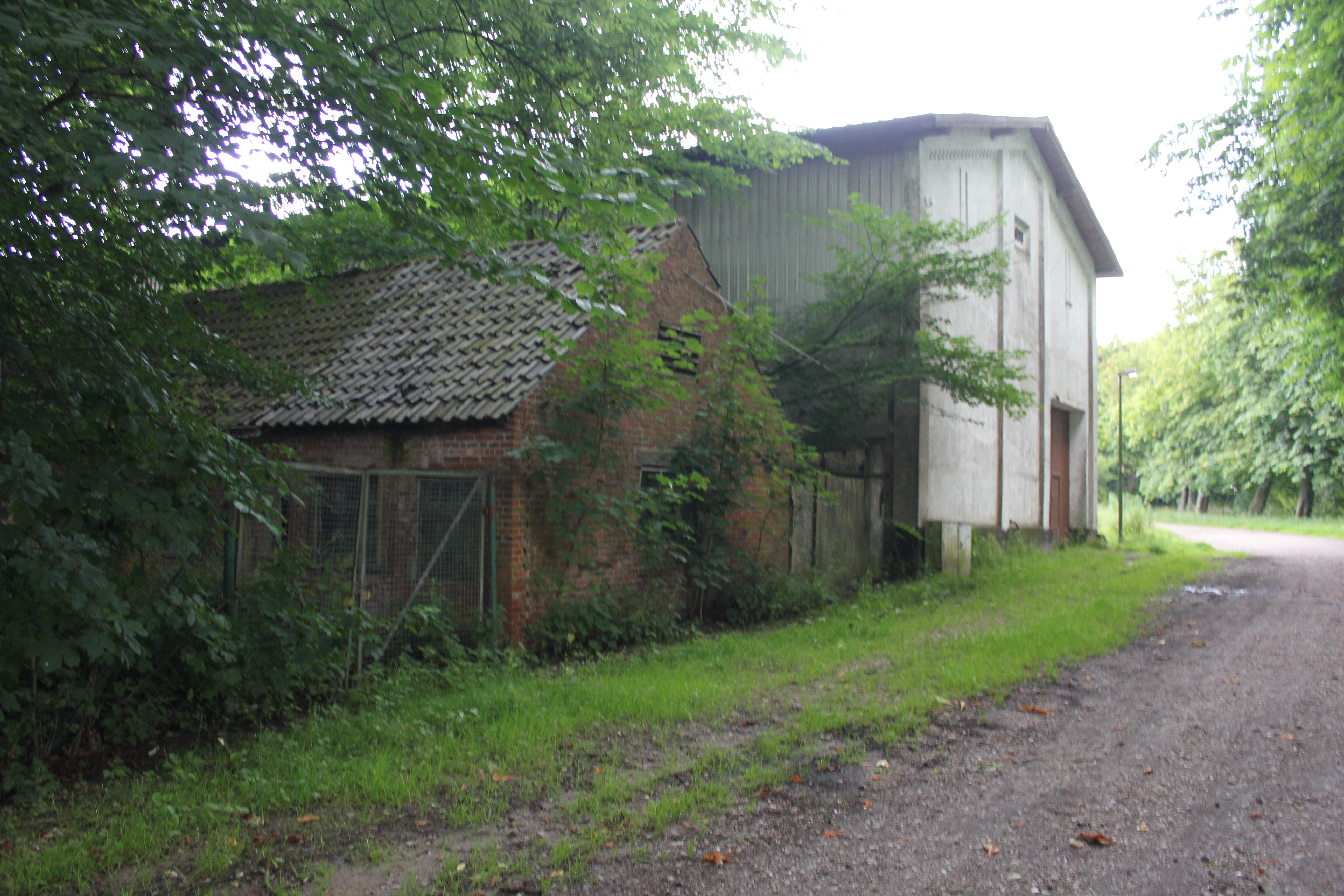
Trögelsbyhof Nr. 5, Stall von 1898

Trögelsby  (dänisch Troelsby) ist der Name eines Ortes in der Stadt Flensburg, der im östlichen Stadtteil Engelsby liegt. Er liegt am Rande des Stadtbezirks Vogelsang.

## Entstehung und Benennung
Wann genau Trögelsby entstanden ist, ist unklar. Mit seiner Namensendung „-by“, die eher auf eine größere Siedlung, einem  Dorf hindeutet, liegt die Vermutung nahe, dass Trögelsby, wie viele der ehemaligen Dörfer der Gegend, beispielsweise auch Engelsby, als ein Tochterdorf von Adelby entstanden sein könnte, möglicherweise schon in der Wikingerzeit. Doch Beweise für eine solche Vermutung existieren nicht. Erst 1420 wurde das kleine Gebiet, inmitten von Angeln, erstmals als „Truelbul“ erwähnt. Dazu kamen im 15. Jahrhundert noch die beiden Namensvarianten Truwelsbul (1452) und Truwelszbüll (1438). Daher hat der Name des Gebietes wohl die Bedeutung „Wohnung des Truel“ beziehungsweise, wenn man von der heutigen Schreibweise ausgeht, „Wohnung des Trögel“. „Truel“ dürfte eine Variante oder Schreibweise des altdänischen Männernamens „Thrugils“ darstellen bzw. dessen heute noch verbreiteten Variante „Troels“.
Man geht daher davon aus, dass die Endung „-bull“ die ursprüngliche Endung darstellte. Erst später wurde die Endung offenbar zu „-by“ umgedeutet (erstmals belegt im Jahre 1438 mit der Variante „Truwelby“), wodurch man glauben könnte, dass die dortige Siedlung etwas größer war. Doch um 1400 stand dort offenbar nichts was an ein ganzes Dorf erinnern würde.

## Trögelsby im 15. Jahrhundert
Um 1400 befand sich im besagten Bereich offenbar nur das Gut des Adligen Peter Lund, so dass dort nicht sonderlich viele Gebäude gestanden haben dürften. Peter Lund gehörte außerdem auch der angrenzende, nordöstlich gelegene Vogelsang.
Peter Lunds Tochter Catharina verschenkte einen Teil des Trögelsbyer Gutes, dann um 1430 der Marienkirche, den Hof Vogelsang erhielt das St. Jürgenhospital (Vgl. St. Jürgen-Kirche (Flensburg)). So befanden sich also spätestens seit dem im Gebiet Trögelsby zwei Höfe und im Gebiet Vogelsang ein dritter Hof. Bald darauf bekam die Marienkirche auch den zweiten Trögelsbyer Hof. Ein kleines Stück westlich der beiden Höfe lag zudem die Kate Schiedengatt, die erstmals 1436 erwähnt wurde. Der besagte Bereich wurde auch Klein Trögelsby genannt.

## Trögelsby seit dem 19. Jahrhundert

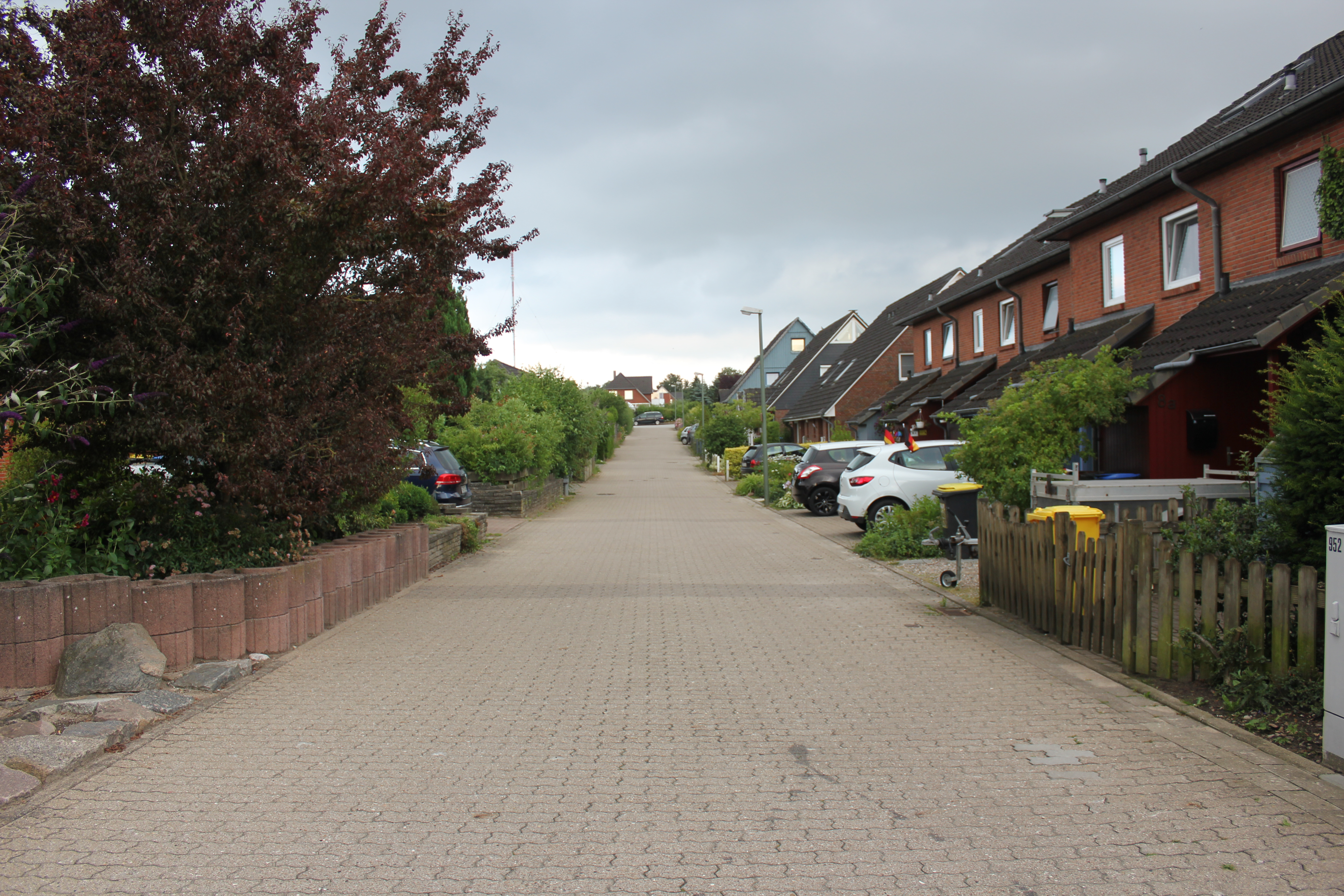
Speckberg, Trögelsby (Flensburg 2014)

### Der Speckberg
Hinter einem der Trögelsbyer Höfe soll nach einer alten mündlichen Überlieferung um 1800 eine Räucherkate gebrannt haben. Bei dem Brand sollen die Speckseiten mit einem lauten Knall in die Luft geflogen sein. Bis zu einem Hügel, der dort in der Nähe lag, seien sie geflogen. Nach dieser Begebenheit soll der Hügel den Namen Speckberg bekommen haben. Alternativ wäre es auch möglich, dass im dortigen Hügel nur eine Speisekammer, zum Lagern kühler Lebensmittel, eingebettet war. Die Straße Speckberg (Lage) erhielt ihren Namen offiziell am 5. Juli 1979. Die Häuser Trögelsbyhof 2, 2A, 4, 4A, 4B, 4C, 6A, 6B, 6C waren ursprünglich unter denselben Nummern dem Speckberg zugeordnet. Die Neuzuordnung erfolgte ungefähr Ende der 1980er Jahre.

### Die Eingemeindung mit Twedt nach Flensburg
Im Jahre 1874 wurden die zwei Höfe vom Ökonomierat Peter Jessen Petersen übernommen. Dieser stammte aus Joldelund und besaß schon im nahgelegenen Twedt einen Hof. Er verstarb im Jahre 1902. Das Gebiet wurde als Teil von Twedt, so wie auch der  Vogelsang, im Jahre 1910 eingemeindet.

## Trögelsby in neuerer Zeit
In den 1980er Jahren wurden Teile des Trögelsbyer Gebietes mit Einfamilienwohnhäusern überbaut, womit Trögelsby nördlich und westlich mit Flensburg erst richtig verwachsen ist. An Klein Trögelsby erinnert noch der gleichnamige Gehweg „Klein Trögelsby“ (seit dem 5. Juli 1979) sowie der dort befindliche kleine Teich, an dem die erwähnte Kate stand. An den erwähnten Speckberg erinnert in dem Gebiet heutzutage gleichfalls eine Straße (ebenfalls seit dem 5. Juli 1979). Der Hügel der sich dort wohl befand ist heutzutage eingeebnet. Die heute in Trögelsby befindlichen Höfe haben zwar ihren Ursprung in dem mittelalterlichen Adelshof, deren Bauten sind jedoch jüngeren Datums. Die beiden Wohnhäuser stammen aus der Zeit um 1850 und die Wirtschaftsgebäude wohl aus der Zeit um 1905. Sowohl der Trögelsbyer Weg, wie auch der breite Feldweg Trögelsbyhof enden in Trögelsby. Der Trögelsbyer Weg, eine Verkehrsstraße, hat ihren Anfang im Westen am Rande Adelbys und führt über die fast ganze Breite Engelsbys nach Trögelsby rein. Der Feldweg Trögelsbyhof hat seinen Anfang ungefähr bei Rüllschau nahe Maasbüll und führt über den heutigen Stadtbezirk Vogelsang bis nach Trögelsby.